# Софьино (Аркадакский район)
Софьино — село в Аркадакском районе, Саратовской области, России.
Село входит в состав Росташовского сельского поселения.

## Население
| 1859 | 1911  | 2002 | 2010 |
| ---- | ----- | ---- | ---- |
| 486  | ↗1592 | ↘326 | ↘259 |

## Уличная сеть
В селе пять улиц: ул. Дорожная, ул. Комсомольская, ул. Новая, ул. Октябрьская, ул. Школьная.

## История
Село Софьино (Софьинка) возникло на рубеже 17-18 веков.
Первые поселенцы — выходцы с нынешних территорий Пензенской, Тамбовской и Воронежской губерний. Они вырыли несколько землянок и начали осваивать местность. Проходили годы, поселение увеличивалось за счет новых переселенцев и рождения первых коренных жителей.
Территория, на которой находится поселок, перешла из собственности князя Кочубея во владение Софьи Львовны Шуваловой-Нарышкиной. Деревня, а затем и село, никогда не были крепостными. Усадьба с управляющим находилась в 3 километрах от села на «Зелёном». Организационные вопросы в селе решались на сельском сходе. Местные жители получали задание на совместные работы от сельского старосты.
Софьинские, в большинстве своем, отличались степенностью, добротой и порядочностью. Пьяница в селе считался самым последним человеком. (Так было до начала коллективизации).
В середине 19 века тщанием прихожан была построена однопрестольная деревянная церковь во имя Святой Мученицы Софии, а также возведена деревянная колокольня. Поселок становится селом и получает название по имени владелицы Софьи Львовны.
Софьино продолжает своё развитие.
По переписи 1859 года Аткарского уезда 2-го стана в селе имелось 50 дворов и проживало 486 человек (251 мужчина и 235 женщин).
После реорганизации Аткарского уезда Софьино становится волостным селом. В 1893 году была построена церковно-приходская школа. В том же году появились фельдшерский, акушерский пункты и врачебный центр. Заработал ветеринарный пункт. Появилась кузница.
В 1902 году на левом берегу реки Кривая Баланда была построена деревянная мельница, в её работе использовались немецкие механизмы. Местными жителями был сооружён деревянный мост, который соединил основную часть села с левобережьем, где находились софьинские больница, мельница и некоторое количество жилых домов. Мука, производимая на этой мельнице, отличалась высоким качеством помола и славилась на всю округу. Даже на базаре в далёком Балашове, привезенная на подводах софьинская мука, раскупалась мгновенно.
По переписи 1911 года население волостного села Софьино Аткарского уезда составляло 1592 человека (797 мужчин и 795 женщин), дворов насчитывалось 239. В состав Софьинской волости входили: д. Баландинка (Новая Баланда) — 1006 жителей, д. Ново-Дмитриевка (Криуша) — 423 жителя, д. Братское (Братский Посёлок) — 965 жителей, д. Находка — 523 жителя, д. Ключи (Белый Ключ) — 1178 жителей, д. Александровка - 1054 жителя, п. Муромский — 48 жителей, п. Малый Мелик Первый — 1167 жителей, п. Малый Мелик Второй — 314 жителей, п. Малый Мелик Третий — 51 житель, п. Астафьев — 136 жителей, п. Крутцовский — 185 жителей, п. Перфильев — 184 жителя, п. Ново-Николаевский — 52 жителя, п. Разливный — 51 житель, п. Тюринский — 55 жителей, п. Ряжский — 98 жителей, п. Орловский — 20 жителей.
До 1923 г. Софьино было центром Софьинской волости Аткарского уезда.

## Известные уроженцы
- Голубев, Валериан Дмитриевич (1912—1985) — родился в селе Софьино в семье священника (дьякона). С 1950 года и до конца своих дней работал в Саратовском сельскохозяйственном институте им. Н. И. Вавилова. С 1950 года и до 1966 года был доцентом кафедры общего орошаемого земледелия, а с 1966 года по 1985 год возглавлял кафедру «Агрохимия и почвоведение». Голубев В. Д. — автор 120 научных работ. Им подготовлено 12 кандидатов наук, пять из которых стали докторами наук.
- Лобачёв, Николай Гаврилович — Герой Советского Союза.
- Покровская, Александра Александровна — дочь софьинского церковного служителя (псаломщика). Работала учителем младших классов в софьинской церковно-приходской и софьинской средней общеобразовательной школе. За свой доблестный труд была удостоена звания Заслуженный учитель РСФСР. Кавалер ордена Ленина.
- Поликарпов, Пётр Владимирович — почётный гражданин города Ртищево, первый директор Ртищевского техникума железнодорожного транспорта